# Romerskkatolske kirke i Papua Ny Guinea
Den romersk-katolske kirke i Papua Ny Guinea, som er en del af den verdensomspændende romersk-katolske kirke, har ca. to millioner tilhængere, cirka 27% af landets befolkning.
Landet er inddelt i nitten stifter, hvoraf fire ærkebispedømmer.

## Historie
Under 2. verdenskrig kritiserede kateketen Peter To Rot den japanske besættelsesmagt for at tilskynde til polygami og blev anholdt. Under anholdelsen blev han myrdet, og i 1995 blev To Rot saligkåret af pave Johannes Paul II.

## Stifter

### Kirkeprovinsen Madang
- Ærkebispedømmet Madang
  - Aitape Stift
  - Lae Stift
  - Vanimo Stift
  - Wewak Stift

### Kirkeprovinsen Mount Hagen
- Ærkebispedømmet Mount Hagen
  - Goroka Stift
  - Kundiawa Stift
  - Mendi Stift
  - Wabag Stift

### Kirkeprovinsen Port Moresby
- Ærkebispedømmet Port Moresby
  - Alotau-Sideia Stift
  - Bereina Stift
  - Daru-Kiunga Stift
  - Kerema Stift

### Kirkeprovinsen Rabaul
- Ærkebispedømmet Rabaul
  - Bougainville Stift
  - Kavieng Stift
  - Kimbe Stift

## Eksterne links
- Catholic-Hierarchy entry.
- Giga-Catholic Information.